# Hard Hittin' Hamilton
Pour plus de détails, voir Fiche technique et Distribution.
Hard Hittin' Hamilton est un film américain réalisé par Richard Thorpe, sorti en 1924.

## Synopsis
Alors qu'il se rend au ranch Lazy-B dont il vient d'hériter, Bill Hamilton doit faire face aux agissements de son contremaître, Buck Wilson...

## Fiche technique
- Titre original : Hard Hittin' Hamilton
- Réalisation : Richard Thorpe
- Scénario : Betty Burbridge
- Photographie : Irving G. Ries (en)
- Production : Lester F. Scott Jr.
- Société de production : Action Pictures
- Société de distribution : Weiss Brothers Artclass Pictures
- Pays de production :  États-Unis
- Langue originale : anglais
- Format : noir et blanc — 35 mm — 1,37:1 — film muet
- Genre : Western
- Durée : 5 bobines - 1 402 m
- Date de sortie :
  - États-Unis :19 octobre 1924

## Distribution
- Jay Wilsey : Bill Hamilton
- Hazel Keener : Mary Downing
- J. Gordon Russell : Buck Wilsonn
- William Ryno : "Skinflint" Bressler
- Lafe McKee : Jim Downing